# Polymera evanescens
Polymera evanescens är en tvåvingeart som beskrevs av Alexander 1948. Polymera evanescens ingår i släktet Polymera och familjen småharkrankar. Inga underarter finns listade i Catalogue of Life.